# Districtul Csorna
Csorna (în maghiară Csornai járás) este un district în județul Győr-Moson-Sopron, Ungaria.
Districtul are o suprafață de 579,77 km2 și o populație de 32.882 locuitori (2013).